# Partida Garry Kasparov vs X3D Fritz
Garry Kasparov vs X3D Fritz foi o primeiro match de xadrez entre homem e máquina disputado totalmente em realidade virtual.

## Match
O match foi realizado no New York Athletic Club, na cidade de Nova Iorque nos Estados Unidos entre os dias 11 e 18 de Novembro de 2003. A premiação seria de $50,000 para o vencedor e $25,000 para os dois lados caso terminasse empatada como aconteceu, Kasparov ainda ganhou $150,000 apenas por participar desse confronto.
Os jogos não foram realizados com tabuleiro comum e sim um virtual. Kasparov utilizava um óculos especial que mostrava o tabuleiro flutuando a sua frente criado por um monitor. Os movimentos eram realizados por reconhecimento de voz fazendo com que o jogador humano apenas ditasse suas jogadas. Kasparov apenas dispunha de um joystick para girar o tabuleiro.
Os 4 jogos foram realizados com o tempo clássico de 120 minutos inicialmente ganhando 60 minutos a partir do movimento 40 e mais 15 minutos a partir do movimento 60. há também o incremento de 30 segundos a cada jogada mas só a partir do movimento 60.
|                | Jogo 1 | Jogo 2 | Jogo 3 | Jogo 4 | Final |
| -------------- | ------ | ------ | ------ | ------ | ----- |
| Garry Kasparov | ½      | 0      | 1      | ½      | 2     |
| X3D Fritz      | ½      | 1      | 0      | ½      | 2     |

Obs - As notações do jogo estão no sistema algébrico abreviado

## Jogadores

### X3D Fritz
O X3D Fritz é o conjunto do programa Deep Fritz com a tecnologia X3D.
Para esse match foi utilizado um computador com 4 processadores Intel Pentium Xeon com 2.8Ghz

## Jogo 1
|   | a | b | c | d | e | f | g | h |   |
| 8 | b8 preto torre · g8 preto rei · a7 preto peão · f7 preto peão · g7 preto peão · h7 preto peão · c6 preto peão · c5 branco rainha · g5 branco peão · d4 branco torre · h4 branco peão · a2 preto bispo · b2 branco peão · c1 branco rei · d1 branco torre · g1 preto rainha | b8 preto torre · g8 preto rei · a7 preto peão · f7 preto peão · g7 preto peão · h7 preto peão · c6 preto peão · c5 branco rainha · g5 branco peão · d4 branco torre · h4 branco peão · a2 preto bispo · b2 branco peão · c1 branco rei · d1 branco torre · g1 preto rainha | b8 preto torre · g8 preto rei · a7 preto peão · f7 preto peão · g7 preto peão · h7 preto peão · c6 preto peão · c5 branco rainha · g5 branco peão · d4 branco torre · h4 branco peão · a2 preto bispo · b2 branco peão · c1 branco rei · d1 branco torre · g1 preto rainha | b8 preto torre · g8 preto rei · a7 preto peão · f7 preto peão · g7 preto peão · h7 preto peão · c6 preto peão · c5 branco rainha · g5 branco peão · d4 branco torre · h4 branco peão · a2 preto bispo · b2 branco peão · c1 branco rei · d1 branco torre · g1 preto rainha | b8 preto torre · g8 preto rei · a7 preto peão · f7 preto peão · g7 preto peão · h7 preto peão · c6 preto peão · c5 branco rainha · g5 branco peão · d4 branco torre · h4 branco peão · a2 preto bispo · b2 branco peão · c1 branco rei · d1 branco torre · g1 preto rainha | b8 preto torre · g8 preto rei · a7 preto peão · f7 preto peão · g7 preto peão · h7 preto peão · c6 preto peão · c5 branco rainha · g5 branco peão · d4 branco torre · h4 branco peão · a2 preto bispo · b2 branco peão · c1 branco rei · d1 branco torre · g1 preto rainha | b8 preto torre · g8 preto rei · a7 preto peão · f7 preto peão · g7 preto peão · h7 preto peão · c6 preto peão · c5 branco rainha · g5 branco peão · d4 branco torre · h4 branco peão · a2 preto bispo · b2 branco peão · c1 branco rei · d1 branco torre · g1 preto rainha | b8 preto torre · g8 preto rei · a7 preto peão · f7 preto peão · g7 preto peão · h7 preto peão · c6 preto peão · c5 branco rainha · g5 branco peão · d4 branco torre · h4 branco peão · a2 preto bispo · b2 branco peão · c1 branco rei · d1 branco torre · g1 preto rainha | 8 |
| 7 | b8 preto torre · g8 preto rei · a7 preto peão · f7 preto peão · g7 preto peão · h7 preto peão · c6 preto peão · c5 branco rainha · g5 branco peão · d4 branco torre · h4 branco peão · a2 preto bispo · b2 branco peão · c1 branco rei · d1 branco torre · g1 preto rainha | b8 preto torre · g8 preto rei · a7 preto peão · f7 preto peão · g7 preto peão · h7 preto peão · c6 preto peão · c5 branco rainha · g5 branco peão · d4 branco torre · h4 branco peão · a2 preto bispo · b2 branco peão · c1 branco rei · d1 branco torre · g1 preto rainha | b8 preto torre · g8 preto rei · a7 preto peão · f7 preto peão · g7 preto peão · h7 preto peão · c6 preto peão · c5 branco rainha · g5 branco peão · d4 branco torre · h4 branco peão · a2 preto bispo · b2 branco peão · c1 branco rei · d1 branco torre · g1 preto rainha | b8 preto torre · g8 preto rei · a7 preto peão · f7 preto peão · g7 preto peão · h7 preto peão · c6 preto peão · c5 branco rainha · g5 branco peão · d4 branco torre · h4 branco peão · a2 preto bispo · b2 branco peão · c1 branco rei · d1 branco torre · g1 preto rainha | b8 preto torre · g8 preto rei · a7 preto peão · f7 preto peão · g7 preto peão · h7 preto peão · c6 preto peão · c5 branco rainha · g5 branco peão · d4 branco torre · h4 branco peão · a2 preto bispo · b2 branco peão · c1 branco rei · d1 branco torre · g1 preto rainha | b8 preto torre · g8 preto rei · a7 preto peão · f7 preto peão · g7 preto peão · h7 preto peão · c6 preto peão · c5 branco rainha · g5 branco peão · d4 branco torre · h4 branco peão · a2 preto bispo · b2 branco peão · c1 branco rei · d1 branco torre · g1 preto rainha | b8 preto torre · g8 preto rei · a7 preto peão · f7 preto peão · g7 preto peão · h7 preto peão · c6 preto peão · c5 branco rainha · g5 branco peão · d4 branco torre · h4 branco peão · a2 preto bispo · b2 branco peão · c1 branco rei · d1 branco torre · g1 preto rainha | b8 preto torre · g8 preto rei · a7 preto peão · f7 preto peão · g7 preto peão · h7 preto peão · c6 preto peão · c5 branco rainha · g5 branco peão · d4 branco torre · h4 branco peão · a2 preto bispo · b2 branco peão · c1 branco rei · d1 branco torre · g1 preto rainha | 7 |
| 6 | b8 preto torre · g8 preto rei · a7 preto peão · f7 preto peão · g7 preto peão · h7 preto peão · c6 preto peão · c5 branco rainha · g5 branco peão · d4 branco torre · h4 branco peão · a2 preto bispo · b2 branco peão · c1 branco rei · d1 branco torre · g1 preto rainha | b8 preto torre · g8 preto rei · a7 preto peão · f7 preto peão · g7 preto peão · h7 preto peão · c6 preto peão · c5 branco rainha · g5 branco peão · d4 branco torre · h4 branco peão · a2 preto bispo · b2 branco peão · c1 branco rei · d1 branco torre · g1 preto rainha | b8 preto torre · g8 preto rei · a7 preto peão · f7 preto peão · g7 preto peão · h7 preto peão · c6 preto peão · c5 branco rainha · g5 branco peão · d4 branco torre · h4 branco peão · a2 preto bispo · b2 branco peão · c1 branco rei · d1 branco torre · g1 preto rainha | b8 preto torre · g8 preto rei · a7 preto peão · f7 preto peão · g7 preto peão · h7 preto peão · c6 preto peão · c5 branco rainha · g5 branco peão · d4 branco torre · h4 branco peão · a2 preto bispo · b2 branco peão · c1 branco rei · d1 branco torre · g1 preto rainha | b8 preto torre · g8 preto rei · a7 preto peão · f7 preto peão · g7 preto peão · h7 preto peão · c6 preto peão · c5 branco rainha · g5 branco peão · d4 branco torre · h4 branco peão · a2 preto bispo · b2 branco peão · c1 branco rei · d1 branco torre · g1 preto rainha | b8 preto torre · g8 preto rei · a7 preto peão · f7 preto peão · g7 preto peão · h7 preto peão · c6 preto peão · c5 branco rainha · g5 branco peão · d4 branco torre · h4 branco peão · a2 preto bispo · b2 branco peão · c1 branco rei · d1 branco torre · g1 preto rainha | b8 preto torre · g8 preto rei · a7 preto peão · f7 preto peão · g7 preto peão · h7 preto peão · c6 preto peão · c5 branco rainha · g5 branco peão · d4 branco torre · h4 branco peão · a2 preto bispo · b2 branco peão · c1 branco rei · d1 branco torre · g1 preto rainha | b8 preto torre · g8 preto rei · a7 preto peão · f7 preto peão · g7 preto peão · h7 preto peão · c6 preto peão · c5 branco rainha · g5 branco peão · d4 branco torre · h4 branco peão · a2 preto bispo · b2 branco peão · c1 branco rei · d1 branco torre · g1 preto rainha | 6 |
| 5 | b8 preto torre · g8 preto rei · a7 preto peão · f7 preto peão · g7 preto peão · h7 preto peão · c6 preto peão · c5 branco rainha · g5 branco peão · d4 branco torre · h4 branco peão · a2 preto bispo · b2 branco peão · c1 branco rei · d1 branco torre · g1 preto rainha | b8 preto torre · g8 preto rei · a7 preto peão · f7 preto peão · g7 preto peão · h7 preto peão · c6 preto peão · c5 branco rainha · g5 branco peão · d4 branco torre · h4 branco peão · a2 preto bispo · b2 branco peão · c1 branco rei · d1 branco torre · g1 preto rainha | b8 preto torre · g8 preto rei · a7 preto peão · f7 preto peão · g7 preto peão · h7 preto peão · c6 preto peão · c5 branco rainha · g5 branco peão · d4 branco torre · h4 branco peão · a2 preto bispo · b2 branco peão · c1 branco rei · d1 branco torre · g1 preto rainha | b8 preto torre · g8 preto rei · a7 preto peão · f7 preto peão · g7 preto peão · h7 preto peão · c6 preto peão · c5 branco rainha · g5 branco peão · d4 branco torre · h4 branco peão · a2 preto bispo · b2 branco peão · c1 branco rei · d1 branco torre · g1 preto rainha | b8 preto torre · g8 preto rei · a7 preto peão · f7 preto peão · g7 preto peão · h7 preto peão · c6 preto peão · c5 branco rainha · g5 branco peão · d4 branco torre · h4 branco peão · a2 preto bispo · b2 branco peão · c1 branco rei · d1 branco torre · g1 preto rainha | b8 preto torre · g8 preto rei · a7 preto peão · f7 preto peão · g7 preto peão · h7 preto peão · c6 preto peão · c5 branco rainha · g5 branco peão · d4 branco torre · h4 branco peão · a2 preto bispo · b2 branco peão · c1 branco rei · d1 branco torre · g1 preto rainha | b8 preto torre · g8 preto rei · a7 preto peão · f7 preto peão · g7 preto peão · h7 preto peão · c6 preto peão · c5 branco rainha · g5 branco peão · d4 branco torre · h4 branco peão · a2 preto bispo · b2 branco peão · c1 branco rei · d1 branco torre · g1 preto rainha | b8 preto torre · g8 preto rei · a7 preto peão · f7 preto peão · g7 preto peão · h7 preto peão · c6 preto peão · c5 branco rainha · g5 branco peão · d4 branco torre · h4 branco peão · a2 preto bispo · b2 branco peão · c1 branco rei · d1 branco torre · g1 preto rainha | 5 |
| 4 | b8 preto torre · g8 preto rei · a7 preto peão · f7 preto peão · g7 preto peão · h7 preto peão · c6 preto peão · c5 branco rainha · g5 branco peão · d4 branco torre · h4 branco peão · a2 preto bispo · b2 branco peão · c1 branco rei · d1 branco torre · g1 preto rainha | b8 preto torre · g8 preto rei · a7 preto peão · f7 preto peão · g7 preto peão · h7 preto peão · c6 preto peão · c5 branco rainha · g5 branco peão · d4 branco torre · h4 branco peão · a2 preto bispo · b2 branco peão · c1 branco rei · d1 branco torre · g1 preto rainha | b8 preto torre · g8 preto rei · a7 preto peão · f7 preto peão · g7 preto peão · h7 preto peão · c6 preto peão · c5 branco rainha · g5 branco peão · d4 branco torre · h4 branco peão · a2 preto bispo · b2 branco peão · c1 branco rei · d1 branco torre · g1 preto rainha | b8 preto torre · g8 preto rei · a7 preto peão · f7 preto peão · g7 preto peão · h7 preto peão · c6 preto peão · c5 branco rainha · g5 branco peão · d4 branco torre · h4 branco peão · a2 preto bispo · b2 branco peão · c1 branco rei · d1 branco torre · g1 preto rainha | b8 preto torre · g8 preto rei · a7 preto peão · f7 preto peão · g7 preto peão · h7 preto peão · c6 preto peão · c5 branco rainha · g5 branco peão · d4 branco torre · h4 branco peão · a2 preto bispo · b2 branco peão · c1 branco rei · d1 branco torre · g1 preto rainha | b8 preto torre · g8 preto rei · a7 preto peão · f7 preto peão · g7 preto peão · h7 preto peão · c6 preto peão · c5 branco rainha · g5 branco peão · d4 branco torre · h4 branco peão · a2 preto bispo · b2 branco peão · c1 branco rei · d1 branco torre · g1 preto rainha | b8 preto torre · g8 preto rei · a7 preto peão · f7 preto peão · g7 preto peão · h7 preto peão · c6 preto peão · c5 branco rainha · g5 branco peão · d4 branco torre · h4 branco peão · a2 preto bispo · b2 branco peão · c1 branco rei · d1 branco torre · g1 preto rainha | b8 preto torre · g8 preto rei · a7 preto peão · f7 preto peão · g7 preto peão · h7 preto peão · c6 preto peão · c5 branco rainha · g5 branco peão · d4 branco torre · h4 branco peão · a2 preto bispo · b2 branco peão · c1 branco rei · d1 branco torre · g1 preto rainha | 4 |
| 3 | b8 preto torre · g8 preto rei · a7 preto peão · f7 preto peão · g7 preto peão · h7 preto peão · c6 preto peão · c5 branco rainha · g5 branco peão · d4 branco torre · h4 branco peão · a2 preto bispo · b2 branco peão · c1 branco rei · d1 branco torre · g1 preto rainha | b8 preto torre · g8 preto rei · a7 preto peão · f7 preto peão · g7 preto peão · h7 preto peão · c6 preto peão · c5 branco rainha · g5 branco peão · d4 branco torre · h4 branco peão · a2 preto bispo · b2 branco peão · c1 branco rei · d1 branco torre · g1 preto rainha | b8 preto torre · g8 preto rei · a7 preto peão · f7 preto peão · g7 preto peão · h7 preto peão · c6 preto peão · c5 branco rainha · g5 branco peão · d4 branco torre · h4 branco peão · a2 preto bispo · b2 branco peão · c1 branco rei · d1 branco torre · g1 preto rainha | b8 preto torre · g8 preto rei · a7 preto peão · f7 preto peão · g7 preto peão · h7 preto peão · c6 preto peão · c5 branco rainha · g5 branco peão · d4 branco torre · h4 branco peão · a2 preto bispo · b2 branco peão · c1 branco rei · d1 branco torre · g1 preto rainha | b8 preto torre · g8 preto rei · a7 preto peão · f7 preto peão · g7 preto peão · h7 preto peão · c6 preto peão · c5 branco rainha · g5 branco peão · d4 branco torre · h4 branco peão · a2 preto bispo · b2 branco peão · c1 branco rei · d1 branco torre · g1 preto rainha | b8 preto torre · g8 preto rei · a7 preto peão · f7 preto peão · g7 preto peão · h7 preto peão · c6 preto peão · c5 branco rainha · g5 branco peão · d4 branco torre · h4 branco peão · a2 preto bispo · b2 branco peão · c1 branco rei · d1 branco torre · g1 preto rainha | b8 preto torre · g8 preto rei · a7 preto peão · f7 preto peão · g7 preto peão · h7 preto peão · c6 preto peão · c5 branco rainha · g5 branco peão · d4 branco torre · h4 branco peão · a2 preto bispo · b2 branco peão · c1 branco rei · d1 branco torre · g1 preto rainha | b8 preto torre · g8 preto rei · a7 preto peão · f7 preto peão · g7 preto peão · h7 preto peão · c6 preto peão · c5 branco rainha · g5 branco peão · d4 branco torre · h4 branco peão · a2 preto bispo · b2 branco peão · c1 branco rei · d1 branco torre · g1 preto rainha | 3 |
| 2 | b8 preto torre · g8 preto rei · a7 preto peão · f7 preto peão · g7 preto peão · h7 preto peão · c6 preto peão · c5 branco rainha · g5 branco peão · d4 branco torre · h4 branco peão · a2 preto bispo · b2 branco peão · c1 branco rei · d1 branco torre · g1 preto rainha | b8 preto torre · g8 preto rei · a7 preto peão · f7 preto peão · g7 preto peão · h7 preto peão · c6 preto peão · c5 branco rainha · g5 branco peão · d4 branco torre · h4 branco peão · a2 preto bispo · b2 branco peão · c1 branco rei · d1 branco torre · g1 preto rainha | b8 preto torre · g8 preto rei · a7 preto peão · f7 preto peão · g7 preto peão · h7 preto peão · c6 preto peão · c5 branco rainha · g5 branco peão · d4 branco torre · h4 branco peão · a2 preto bispo · b2 branco peão · c1 branco rei · d1 branco torre · g1 preto rainha | b8 preto torre · g8 preto rei · a7 preto peão · f7 preto peão · g7 preto peão · h7 preto peão · c6 preto peão · c5 branco rainha · g5 branco peão · d4 branco torre · h4 branco peão · a2 preto bispo · b2 branco peão · c1 branco rei · d1 branco torre · g1 preto rainha | b8 preto torre · g8 preto rei · a7 preto peão · f7 preto peão · g7 preto peão · h7 preto peão · c6 preto peão · c5 branco rainha · g5 branco peão · d4 branco torre · h4 branco peão · a2 preto bispo · b2 branco peão · c1 branco rei · d1 branco torre · g1 preto rainha | b8 preto torre · g8 preto rei · a7 preto peão · f7 preto peão · g7 preto peão · h7 preto peão · c6 preto peão · c5 branco rainha · g5 branco peão · d4 branco torre · h4 branco peão · a2 preto bispo · b2 branco peão · c1 branco rei · d1 branco torre · g1 preto rainha | b8 preto torre · g8 preto rei · a7 preto peão · f7 preto peão · g7 preto peão · h7 preto peão · c6 preto peão · c5 branco rainha · g5 branco peão · d4 branco torre · h4 branco peão · a2 preto bispo · b2 branco peão · c1 branco rei · d1 branco torre · g1 preto rainha | b8 preto torre · g8 preto rei · a7 preto peão · f7 preto peão · g7 preto peão · h7 preto peão · c6 preto peão · c5 branco rainha · g5 branco peão · d4 branco torre · h4 branco peão · a2 preto bispo · b2 branco peão · c1 branco rei · d1 branco torre · g1 preto rainha | 2 |
| 1 | b8 preto torre · g8 preto rei · a7 preto peão · f7 preto peão · g7 preto peão · h7 preto peão · c6 preto peão · c5 branco rainha · g5 branco peão · d4 branco torre · h4 branco peão · a2 preto bispo · b2 branco peão · c1 branco rei · d1 branco torre · g1 preto rainha | b8 preto torre · g8 preto rei · a7 preto peão · f7 preto peão · g7 preto peão · h7 preto peão · c6 preto peão · c5 branco rainha · g5 branco peão · d4 branco torre · h4 branco peão · a2 preto bispo · b2 branco peão · c1 branco rei · d1 branco torre · g1 preto rainha | b8 preto torre · g8 preto rei · a7 preto peão · f7 preto peão · g7 preto peão · h7 preto peão · c6 preto peão · c5 branco rainha · g5 branco peão · d4 branco torre · h4 branco peão · a2 preto bispo · b2 branco peão · c1 branco rei · d1 branco torre · g1 preto rainha | b8 preto torre · g8 preto rei · a7 preto peão · f7 preto peão · g7 preto peão · h7 preto peão · c6 preto peão · c5 branco rainha · g5 branco peão · d4 branco torre · h4 branco peão · a2 preto bispo · b2 branco peão · c1 branco rei · d1 branco torre · g1 preto rainha | b8 preto torre · g8 preto rei · a7 preto peão · f7 preto peão · g7 preto peão · h7 preto peão · c6 preto peão · c5 branco rainha · g5 branco peão · d4 branco torre · h4 branco peão · a2 preto bispo · b2 branco peão · c1 branco rei · d1 branco torre · g1 preto rainha | b8 preto torre · g8 preto rei · a7 preto peão · f7 preto peão · g7 preto peão · h7 preto peão · c6 preto peão · c5 branco rainha · g5 branco peão · d4 branco torre · h4 branco peão · a2 preto bispo · b2 branco peão · c1 branco rei · d1 branco torre · g1 preto rainha | b8 preto torre · g8 preto rei · a7 preto peão · f7 preto peão · g7 preto peão · h7 preto peão · c6 preto peão · c5 branco rainha · g5 branco peão · d4 branco torre · h4 branco peão · a2 preto bispo · b2 branco peão · c1 branco rei · d1 branco torre · g1 preto rainha | b8 preto torre · g8 preto rei · a7 preto peão · f7 preto peão · g7 preto peão · h7 preto peão · c6 preto peão · c5 branco rainha · g5 branco peão · d4 branco torre · h4 branco peão · a2 preto bispo · b2 branco peão · c1 branco rei · d1 branco torre · g1 preto rainha | 1 |
|   | a | b | c | d | e | f | g | h |   |

Data - 11 de Novembro

Brancas - Garry Kasparov

Pretas - X3D Fritz
Notação do jogo do jogo 1
1. Cf3 d5 2. c4 c6 3. d4 Cf6 4. Cc3 e6 5. e3 Cbd7 6. Dc2 Bd6 7. g4 Bb4 8. Bd2 De7 9. Tg1 Bxc3 10. Bxc3 Ce4 11. O-O-O Df6 12. Be2 Cxf2 13. Tdf1 Ce4 14. Bb4 c5 15. cxd5 exd5 16. dxc5 De7 17. Cd4 O-O 18. Cf5 De5 19. c6 bxc6 20. Bxf8 Rxf8 21. Cg3 Cdc5 22. Cxe4 Cxe4 23. Bd3 Be6 24. Bxe4 dxe4 25. Tf4 Bd5 26. Dc5+ Rg8 27. Tgf1 Tb8 28. T1f2 Dc7 29. Tc2 Dd7 30. h4 Dd8 31. g5 Bxa2 32. Txe4 Dd3 33. Td4 Dxe3+ 34. Tcd2 De1+ 35. Td1 De3+ 36. T1d2 Dg1+ 37. Td1

½-½
Obs - Não há outra alternativa para as pretas além de repetir xeques ao rei branco

## Jogo 2
|   | a | b | c | d | e | f | g | h |   |
| 8 | e8 branco torre · g8 preto torre · b7 preto peão · d7 branco rainha · h7 preto rei · g6 preto rainha · h6 preto bispo · a5 branco peão · d5 branco peão · h5 preto peão · d4 preto peão · g4 preto peão · f2 branco peão · g2 branco peão · h2 branco peão · f1 branco cavalo · g1 branco rei | e8 branco torre · g8 preto torre · b7 preto peão · d7 branco rainha · h7 preto rei · g6 preto rainha · h6 preto bispo · a5 branco peão · d5 branco peão · h5 preto peão · d4 preto peão · g4 preto peão · f2 branco peão · g2 branco peão · h2 branco peão · f1 branco cavalo · g1 branco rei | e8 branco torre · g8 preto torre · b7 preto peão · d7 branco rainha · h7 preto rei · g6 preto rainha · h6 preto bispo · a5 branco peão · d5 branco peão · h5 preto peão · d4 preto peão · g4 preto peão · f2 branco peão · g2 branco peão · h2 branco peão · f1 branco cavalo · g1 branco rei | e8 branco torre · g8 preto torre · b7 preto peão · d7 branco rainha · h7 preto rei · g6 preto rainha · h6 preto bispo · a5 branco peão · d5 branco peão · h5 preto peão · d4 preto peão · g4 preto peão · f2 branco peão · g2 branco peão · h2 branco peão · f1 branco cavalo · g1 branco rei | e8 branco torre · g8 preto torre · b7 preto peão · d7 branco rainha · h7 preto rei · g6 preto rainha · h6 preto bispo · a5 branco peão · d5 branco peão · h5 preto peão · d4 preto peão · g4 preto peão · f2 branco peão · g2 branco peão · h2 branco peão · f1 branco cavalo · g1 branco rei | e8 branco torre · g8 preto torre · b7 preto peão · d7 branco rainha · h7 preto rei · g6 preto rainha · h6 preto bispo · a5 branco peão · d5 branco peão · h5 preto peão · d4 preto peão · g4 preto peão · f2 branco peão · g2 branco peão · h2 branco peão · f1 branco cavalo · g1 branco rei | e8 branco torre · g8 preto torre · b7 preto peão · d7 branco rainha · h7 preto rei · g6 preto rainha · h6 preto bispo · a5 branco peão · d5 branco peão · h5 preto peão · d4 preto peão · g4 preto peão · f2 branco peão · g2 branco peão · h2 branco peão · f1 branco cavalo · g1 branco rei | e8 branco torre · g8 preto torre · b7 preto peão · d7 branco rainha · h7 preto rei · g6 preto rainha · h6 preto bispo · a5 branco peão · d5 branco peão · h5 preto peão · d4 preto peão · g4 preto peão · f2 branco peão · g2 branco peão · h2 branco peão · f1 branco cavalo · g1 branco rei | 8 |
| 7 | e8 branco torre · g8 preto torre · b7 preto peão · d7 branco rainha · h7 preto rei · g6 preto rainha · h6 preto bispo · a5 branco peão · d5 branco peão · h5 preto peão · d4 preto peão · g4 preto peão · f2 branco peão · g2 branco peão · h2 branco peão · f1 branco cavalo · g1 branco rei | e8 branco torre · g8 preto torre · b7 preto peão · d7 branco rainha · h7 preto rei · g6 preto rainha · h6 preto bispo · a5 branco peão · d5 branco peão · h5 preto peão · d4 preto peão · g4 preto peão · f2 branco peão · g2 branco peão · h2 branco peão · f1 branco cavalo · g1 branco rei | e8 branco torre · g8 preto torre · b7 preto peão · d7 branco rainha · h7 preto rei · g6 preto rainha · h6 preto bispo · a5 branco peão · d5 branco peão · h5 preto peão · d4 preto peão · g4 preto peão · f2 branco peão · g2 branco peão · h2 branco peão · f1 branco cavalo · g1 branco rei | e8 branco torre · g8 preto torre · b7 preto peão · d7 branco rainha · h7 preto rei · g6 preto rainha · h6 preto bispo · a5 branco peão · d5 branco peão · h5 preto peão · d4 preto peão · g4 preto peão · f2 branco peão · g2 branco peão · h2 branco peão · f1 branco cavalo · g1 branco rei | e8 branco torre · g8 preto torre · b7 preto peão · d7 branco rainha · h7 preto rei · g6 preto rainha · h6 preto bispo · a5 branco peão · d5 branco peão · h5 preto peão · d4 preto peão · g4 preto peão · f2 branco peão · g2 branco peão · h2 branco peão · f1 branco cavalo · g1 branco rei | e8 branco torre · g8 preto torre · b7 preto peão · d7 branco rainha · h7 preto rei · g6 preto rainha · h6 preto bispo · a5 branco peão · d5 branco peão · h5 preto peão · d4 preto peão · g4 preto peão · f2 branco peão · g2 branco peão · h2 branco peão · f1 branco cavalo · g1 branco rei | e8 branco torre · g8 preto torre · b7 preto peão · d7 branco rainha · h7 preto rei · g6 preto rainha · h6 preto bispo · a5 branco peão · d5 branco peão · h5 preto peão · d4 preto peão · g4 preto peão · f2 branco peão · g2 branco peão · h2 branco peão · f1 branco cavalo · g1 branco rei | e8 branco torre · g8 preto torre · b7 preto peão · d7 branco rainha · h7 preto rei · g6 preto rainha · h6 preto bispo · a5 branco peão · d5 branco peão · h5 preto peão · d4 preto peão · g4 preto peão · f2 branco peão · g2 branco peão · h2 branco peão · f1 branco cavalo · g1 branco rei | 7 |
| 6 | e8 branco torre · g8 preto torre · b7 preto peão · d7 branco rainha · h7 preto rei · g6 preto rainha · h6 preto bispo · a5 branco peão · d5 branco peão · h5 preto peão · d4 preto peão · g4 preto peão · f2 branco peão · g2 branco peão · h2 branco peão · f1 branco cavalo · g1 branco rei | e8 branco torre · g8 preto torre · b7 preto peão · d7 branco rainha · h7 preto rei · g6 preto rainha · h6 preto bispo · a5 branco peão · d5 branco peão · h5 preto peão · d4 preto peão · g4 preto peão · f2 branco peão · g2 branco peão · h2 branco peão · f1 branco cavalo · g1 branco rei | e8 branco torre · g8 preto torre · b7 preto peão · d7 branco rainha · h7 preto rei · g6 preto rainha · h6 preto bispo · a5 branco peão · d5 branco peão · h5 preto peão · d4 preto peão · g4 preto peão · f2 branco peão · g2 branco peão · h2 branco peão · f1 branco cavalo · g1 branco rei | e8 branco torre · g8 preto torre · b7 preto peão · d7 branco rainha · h7 preto rei · g6 preto rainha · h6 preto bispo · a5 branco peão · d5 branco peão · h5 preto peão · d4 preto peão · g4 preto peão · f2 branco peão · g2 branco peão · h2 branco peão · f1 branco cavalo · g1 branco rei | e8 branco torre · g8 preto torre · b7 preto peão · d7 branco rainha · h7 preto rei · g6 preto rainha · h6 preto bispo · a5 branco peão · d5 branco peão · h5 preto peão · d4 preto peão · g4 preto peão · f2 branco peão · g2 branco peão · h2 branco peão · f1 branco cavalo · g1 branco rei | e8 branco torre · g8 preto torre · b7 preto peão · d7 branco rainha · h7 preto rei · g6 preto rainha · h6 preto bispo · a5 branco peão · d5 branco peão · h5 preto peão · d4 preto peão · g4 preto peão · f2 branco peão · g2 branco peão · h2 branco peão · f1 branco cavalo · g1 branco rei | e8 branco torre · g8 preto torre · b7 preto peão · d7 branco rainha · h7 preto rei · g6 preto rainha · h6 preto bispo · a5 branco peão · d5 branco peão · h5 preto peão · d4 preto peão · g4 preto peão · f2 branco peão · g2 branco peão · h2 branco peão · f1 branco cavalo · g1 branco rei | e8 branco torre · g8 preto torre · b7 preto peão · d7 branco rainha · h7 preto rei · g6 preto rainha · h6 preto bispo · a5 branco peão · d5 branco peão · h5 preto peão · d4 preto peão · g4 preto peão · f2 branco peão · g2 branco peão · h2 branco peão · f1 branco cavalo · g1 branco rei | 6 |
| 5 | e8 branco torre · g8 preto torre · b7 preto peão · d7 branco rainha · h7 preto rei · g6 preto rainha · h6 preto bispo · a5 branco peão · d5 branco peão · h5 preto peão · d4 preto peão · g4 preto peão · f2 branco peão · g2 branco peão · h2 branco peão · f1 branco cavalo · g1 branco rei | e8 branco torre · g8 preto torre · b7 preto peão · d7 branco rainha · h7 preto rei · g6 preto rainha · h6 preto bispo · a5 branco peão · d5 branco peão · h5 preto peão · d4 preto peão · g4 preto peão · f2 branco peão · g2 branco peão · h2 branco peão · f1 branco cavalo · g1 branco rei | e8 branco torre · g8 preto torre · b7 preto peão · d7 branco rainha · h7 preto rei · g6 preto rainha · h6 preto bispo · a5 branco peão · d5 branco peão · h5 preto peão · d4 preto peão · g4 preto peão · f2 branco peão · g2 branco peão · h2 branco peão · f1 branco cavalo · g1 branco rei | e8 branco torre · g8 preto torre · b7 preto peão · d7 branco rainha · h7 preto rei · g6 preto rainha · h6 preto bispo · a5 branco peão · d5 branco peão · h5 preto peão · d4 preto peão · g4 preto peão · f2 branco peão · g2 branco peão · h2 branco peão · f1 branco cavalo · g1 branco rei | e8 branco torre · g8 preto torre · b7 preto peão · d7 branco rainha · h7 preto rei · g6 preto rainha · h6 preto bispo · a5 branco peão · d5 branco peão · h5 preto peão · d4 preto peão · g4 preto peão · f2 branco peão · g2 branco peão · h2 branco peão · f1 branco cavalo · g1 branco rei | e8 branco torre · g8 preto torre · b7 preto peão · d7 branco rainha · h7 preto rei · g6 preto rainha · h6 preto bispo · a5 branco peão · d5 branco peão · h5 preto peão · d4 preto peão · g4 preto peão · f2 branco peão · g2 branco peão · h2 branco peão · f1 branco cavalo · g1 branco rei | e8 branco torre · g8 preto torre · b7 preto peão · d7 branco rainha · h7 preto rei · g6 preto rainha · h6 preto bispo · a5 branco peão · d5 branco peão · h5 preto peão · d4 preto peão · g4 preto peão · f2 branco peão · g2 branco peão · h2 branco peão · f1 branco cavalo · g1 branco rei | e8 branco torre · g8 preto torre · b7 preto peão · d7 branco rainha · h7 preto rei · g6 preto rainha · h6 preto bispo · a5 branco peão · d5 branco peão · h5 preto peão · d4 preto peão · g4 preto peão · f2 branco peão · g2 branco peão · h2 branco peão · f1 branco cavalo · g1 branco rei | 5 |
| 4 | e8 branco torre · g8 preto torre · b7 preto peão · d7 branco rainha · h7 preto rei · g6 preto rainha · h6 preto bispo · a5 branco peão · d5 branco peão · h5 preto peão · d4 preto peão · g4 preto peão · f2 branco peão · g2 branco peão · h2 branco peão · f1 branco cavalo · g1 branco rei | e8 branco torre · g8 preto torre · b7 preto peão · d7 branco rainha · h7 preto rei · g6 preto rainha · h6 preto bispo · a5 branco peão · d5 branco peão · h5 preto peão · d4 preto peão · g4 preto peão · f2 branco peão · g2 branco peão · h2 branco peão · f1 branco cavalo · g1 branco rei | e8 branco torre · g8 preto torre · b7 preto peão · d7 branco rainha · h7 preto rei · g6 preto rainha · h6 preto bispo · a5 branco peão · d5 branco peão · h5 preto peão · d4 preto peão · g4 preto peão · f2 branco peão · g2 branco peão · h2 branco peão · f1 branco cavalo · g1 branco rei | e8 branco torre · g8 preto torre · b7 preto peão · d7 branco rainha · h7 preto rei · g6 preto rainha · h6 preto bispo · a5 branco peão · d5 branco peão · h5 preto peão · d4 preto peão · g4 preto peão · f2 branco peão · g2 branco peão · h2 branco peão · f1 branco cavalo · g1 branco rei | e8 branco torre · g8 preto torre · b7 preto peão · d7 branco rainha · h7 preto rei · g6 preto rainha · h6 preto bispo · a5 branco peão · d5 branco peão · h5 preto peão · d4 preto peão · g4 preto peão · f2 branco peão · g2 branco peão · h2 branco peão · f1 branco cavalo · g1 branco rei | e8 branco torre · g8 preto torre · b7 preto peão · d7 branco rainha · h7 preto rei · g6 preto rainha · h6 preto bispo · a5 branco peão · d5 branco peão · h5 preto peão · d4 preto peão · g4 preto peão · f2 branco peão · g2 branco peão · h2 branco peão · f1 branco cavalo · g1 branco rei | e8 branco torre · g8 preto torre · b7 preto peão · d7 branco rainha · h7 preto rei · g6 preto rainha · h6 preto bispo · a5 branco peão · d5 branco peão · h5 preto peão · d4 preto peão · g4 preto peão · f2 branco peão · g2 branco peão · h2 branco peão · f1 branco cavalo · g1 branco rei | e8 branco torre · g8 preto torre · b7 preto peão · d7 branco rainha · h7 preto rei · g6 preto rainha · h6 preto bispo · a5 branco peão · d5 branco peão · h5 preto peão · d4 preto peão · g4 preto peão · f2 branco peão · g2 branco peão · h2 branco peão · f1 branco cavalo · g1 branco rei | 4 |
| 3 | e8 branco torre · g8 preto torre · b7 preto peão · d7 branco rainha · h7 preto rei · g6 preto rainha · h6 preto bispo · a5 branco peão · d5 branco peão · h5 preto peão · d4 preto peão · g4 preto peão · f2 branco peão · g2 branco peão · h2 branco peão · f1 branco cavalo · g1 branco rei | e8 branco torre · g8 preto torre · b7 preto peão · d7 branco rainha · h7 preto rei · g6 preto rainha · h6 preto bispo · a5 branco peão · d5 branco peão · h5 preto peão · d4 preto peão · g4 preto peão · f2 branco peão · g2 branco peão · h2 branco peão · f1 branco cavalo · g1 branco rei | e8 branco torre · g8 preto torre · b7 preto peão · d7 branco rainha · h7 preto rei · g6 preto rainha · h6 preto bispo · a5 branco peão · d5 branco peão · h5 preto peão · d4 preto peão · g4 preto peão · f2 branco peão · g2 branco peão · h2 branco peão · f1 branco cavalo · g1 branco rei | e8 branco torre · g8 preto torre · b7 preto peão · d7 branco rainha · h7 preto rei · g6 preto rainha · h6 preto bispo · a5 branco peão · d5 branco peão · h5 preto peão · d4 preto peão · g4 preto peão · f2 branco peão · g2 branco peão · h2 branco peão · f1 branco cavalo · g1 branco rei | e8 branco torre · g8 preto torre · b7 preto peão · d7 branco rainha · h7 preto rei · g6 preto rainha · h6 preto bispo · a5 branco peão · d5 branco peão · h5 preto peão · d4 preto peão · g4 preto peão · f2 branco peão · g2 branco peão · h2 branco peão · f1 branco cavalo · g1 branco rei | e8 branco torre · g8 preto torre · b7 preto peão · d7 branco rainha · h7 preto rei · g6 preto rainha · h6 preto bispo · a5 branco peão · d5 branco peão · h5 preto peão · d4 preto peão · g4 preto peão · f2 branco peão · g2 branco peão · h2 branco peão · f1 branco cavalo · g1 branco rei | e8 branco torre · g8 preto torre · b7 preto peão · d7 branco rainha · h7 preto rei · g6 preto rainha · h6 preto bispo · a5 branco peão · d5 branco peão · h5 preto peão · d4 preto peão · g4 preto peão · f2 branco peão · g2 branco peão · h2 branco peão · f1 branco cavalo · g1 branco rei | e8 branco torre · g8 preto torre · b7 preto peão · d7 branco rainha · h7 preto rei · g6 preto rainha · h6 preto bispo · a5 branco peão · d5 branco peão · h5 preto peão · d4 preto peão · g4 preto peão · f2 branco peão · g2 branco peão · h2 branco peão · f1 branco cavalo · g1 branco rei | 3 |
| 2 | e8 branco torre · g8 preto torre · b7 preto peão · d7 branco rainha · h7 preto rei · g6 preto rainha · h6 preto bispo · a5 branco peão · d5 branco peão · h5 preto peão · d4 preto peão · g4 preto peão · f2 branco peão · g2 branco peão · h2 branco peão · f1 branco cavalo · g1 branco rei | e8 branco torre · g8 preto torre · b7 preto peão · d7 branco rainha · h7 preto rei · g6 preto rainha · h6 preto bispo · a5 branco peão · d5 branco peão · h5 preto peão · d4 preto peão · g4 preto peão · f2 branco peão · g2 branco peão · h2 branco peão · f1 branco cavalo · g1 branco rei | e8 branco torre · g8 preto torre · b7 preto peão · d7 branco rainha · h7 preto rei · g6 preto rainha · h6 preto bispo · a5 branco peão · d5 branco peão · h5 preto peão · d4 preto peão · g4 preto peão · f2 branco peão · g2 branco peão · h2 branco peão · f1 branco cavalo · g1 branco rei | e8 branco torre · g8 preto torre · b7 preto peão · d7 branco rainha · h7 preto rei · g6 preto rainha · h6 preto bispo · a5 branco peão · d5 branco peão · h5 preto peão · d4 preto peão · g4 preto peão · f2 branco peão · g2 branco peão · h2 branco peão · f1 branco cavalo · g1 branco rei | e8 branco torre · g8 preto torre · b7 preto peão · d7 branco rainha · h7 preto rei · g6 preto rainha · h6 preto bispo · a5 branco peão · d5 branco peão · h5 preto peão · d4 preto peão · g4 preto peão · f2 branco peão · g2 branco peão · h2 branco peão · f1 branco cavalo · g1 branco rei | e8 branco torre · g8 preto torre · b7 preto peão · d7 branco rainha · h7 preto rei · g6 preto rainha · h6 preto bispo · a5 branco peão · d5 branco peão · h5 preto peão · d4 preto peão · g4 preto peão · f2 branco peão · g2 branco peão · h2 branco peão · f1 branco cavalo · g1 branco rei | e8 branco torre · g8 preto torre · b7 preto peão · d7 branco rainha · h7 preto rei · g6 preto rainha · h6 preto bispo · a5 branco peão · d5 branco peão · h5 preto peão · d4 preto peão · g4 preto peão · f2 branco peão · g2 branco peão · h2 branco peão · f1 branco cavalo · g1 branco rei | e8 branco torre · g8 preto torre · b7 preto peão · d7 branco rainha · h7 preto rei · g6 preto rainha · h6 preto bispo · a5 branco peão · d5 branco peão · h5 preto peão · d4 preto peão · g4 preto peão · f2 branco peão · g2 branco peão · h2 branco peão · f1 branco cavalo · g1 branco rei | 2 |
| 1 | e8 branco torre · g8 preto torre · b7 preto peão · d7 branco rainha · h7 preto rei · g6 preto rainha · h6 preto bispo · a5 branco peão · d5 branco peão · h5 preto peão · d4 preto peão · g4 preto peão · f2 branco peão · g2 branco peão · h2 branco peão · f1 branco cavalo · g1 branco rei | e8 branco torre · g8 preto torre · b7 preto peão · d7 branco rainha · h7 preto rei · g6 preto rainha · h6 preto bispo · a5 branco peão · d5 branco peão · h5 preto peão · d4 preto peão · g4 preto peão · f2 branco peão · g2 branco peão · h2 branco peão · f1 branco cavalo · g1 branco rei | e8 branco torre · g8 preto torre · b7 preto peão · d7 branco rainha · h7 preto rei · g6 preto rainha · h6 preto bispo · a5 branco peão · d5 branco peão · h5 preto peão · d4 preto peão · g4 preto peão · f2 branco peão · g2 branco peão · h2 branco peão · f1 branco cavalo · g1 branco rei | e8 branco torre · g8 preto torre · b7 preto peão · d7 branco rainha · h7 preto rei · g6 preto rainha · h6 preto bispo · a5 branco peão · d5 branco peão · h5 preto peão · d4 preto peão · g4 preto peão · f2 branco peão · g2 branco peão · h2 branco peão · f1 branco cavalo · g1 branco rei | e8 branco torre · g8 preto torre · b7 preto peão · d7 branco rainha · h7 preto rei · g6 preto rainha · h6 preto bispo · a5 branco peão · d5 branco peão · h5 preto peão · d4 preto peão · g4 preto peão · f2 branco peão · g2 branco peão · h2 branco peão · f1 branco cavalo · g1 branco rei | e8 branco torre · g8 preto torre · b7 preto peão · d7 branco rainha · h7 preto rei · g6 preto rainha · h6 preto bispo · a5 branco peão · d5 branco peão · h5 preto peão · d4 preto peão · g4 preto peão · f2 branco peão · g2 branco peão · h2 branco peão · f1 branco cavalo · g1 branco rei | e8 branco torre · g8 preto torre · b7 preto peão · d7 branco rainha · h7 preto rei · g6 preto rainha · h6 preto bispo · a5 branco peão · d5 branco peão · h5 preto peão · d4 preto peão · g4 preto peão · f2 branco peão · g2 branco peão · h2 branco peão · f1 branco cavalo · g1 branco rei | e8 branco torre · g8 preto torre · b7 preto peão · d7 branco rainha · h7 preto rei · g6 preto rainha · h6 preto bispo · a5 branco peão · d5 branco peão · h5 preto peão · d4 preto peão · g4 preto peão · f2 branco peão · g2 branco peão · h2 branco peão · f1 branco cavalo · g1 branco rei | 1 |
|   | a | b | c | d | e | f | g | h |   |

Data - 13 de Novembro

Brancas - X3D Fritz

Pretas - Garry Kasparov
Notação do jogo
1. e4 e5 2. Cf3 Cc6 3. Bb5 Cf6 4. d3 d6 5. c3 g6 6. O-O Bg7 7. Cbd2 O-O 8. Te1 Te8 9. d4 Bd7 10. d5 Ce7 11. Bxd7 Cxd7 12. a4 h6 13. a5 a6 14. b4 f5 15. c4 Cf6 16. Bb2 Dd7 17. Tb1 g5 18. exf5 Dxf5 19. Cf1 Dh7 20. C3d2 Cf5 21. Ce4 Cxe4 22. Txe4 h5 23. Dd3 Tf8 24. Tbe1 Tf7 25. T1e2 g4 26. Db3 Taf8 27. c5 Dg6 28. cxd6 cxd6 29. b5 axb5 30. Dxb5 Bh6 31. Db6 Rh7 32. Db4 Tg7 33. Txe5 dxe5 34. Dxf8 Cd4 35. Bxd4 exd4 36. Te8 Tg8 37. De7+ Tg7 38. Dd8 Tg8 39. Dd7+

1-0
Obs - As brancas podem forçar a captura do peão preto atrasado e promover o seu na coluna a manejando sua dama nas linhas 7 e 8

## Jogo 3
|   | a | b | c | d | e | f | g | h |   |
| 8 | a8 preto torre · b7 preto torre · d7 preto rainha · e7 preto cavalo · f7 preto peão · g7 preto peão · h7 preto peão · a6 branco cavalo · b6 branco peão · c6 preto peão · f6 preto cavalo · h6 preto bispo · c5 branco peão · d5 preto peão · d4 branco peão · e4 preto peão · b3 branco torre · c3 branco bispo · e3 branco peão · g3 branco peão · h3 branco peão · a2 branco torre · c2 branco rainha · f2 branco peão · a1 branco rei · f1 branco bispo | a8 preto torre · b7 preto torre · d7 preto rainha · e7 preto cavalo · f7 preto peão · g7 preto peão · h7 preto peão · a6 branco cavalo · b6 branco peão · c6 preto peão · f6 preto cavalo · h6 preto bispo · c5 branco peão · d5 preto peão · d4 branco peão · e4 preto peão · b3 branco torre · c3 branco bispo · e3 branco peão · g3 branco peão · h3 branco peão · a2 branco torre · c2 branco rainha · f2 branco peão · a1 branco rei · f1 branco bispo | a8 preto torre · b7 preto torre · d7 preto rainha · e7 preto cavalo · f7 preto peão · g7 preto peão · h7 preto peão · a6 branco cavalo · b6 branco peão · c6 preto peão · f6 preto cavalo · h6 preto bispo · c5 branco peão · d5 preto peão · d4 branco peão · e4 preto peão · b3 branco torre · c3 branco bispo · e3 branco peão · g3 branco peão · h3 branco peão · a2 branco torre · c2 branco rainha · f2 branco peão · a1 branco rei · f1 branco bispo | a8 preto torre · b7 preto torre · d7 preto rainha · e7 preto cavalo · f7 preto peão · g7 preto peão · h7 preto peão · a6 branco cavalo · b6 branco peão · c6 preto peão · f6 preto cavalo · h6 preto bispo · c5 branco peão · d5 preto peão · d4 branco peão · e4 preto peão · b3 branco torre · c3 branco bispo · e3 branco peão · g3 branco peão · h3 branco peão · a2 branco torre · c2 branco rainha · f2 branco peão · a1 branco rei · f1 branco bispo | a8 preto torre · b7 preto torre · d7 preto rainha · e7 preto cavalo · f7 preto peão · g7 preto peão · h7 preto peão · a6 branco cavalo · b6 branco peão · c6 preto peão · f6 preto cavalo · h6 preto bispo · c5 branco peão · d5 preto peão · d4 branco peão · e4 preto peão · b3 branco torre · c3 branco bispo · e3 branco peão · g3 branco peão · h3 branco peão · a2 branco torre · c2 branco rainha · f2 branco peão · a1 branco rei · f1 branco bispo | a8 preto torre · b7 preto torre · d7 preto rainha · e7 preto cavalo · f7 preto peão · g7 preto peão · h7 preto peão · a6 branco cavalo · b6 branco peão · c6 preto peão · f6 preto cavalo · h6 preto bispo · c5 branco peão · d5 preto peão · d4 branco peão · e4 preto peão · b3 branco torre · c3 branco bispo · e3 branco peão · g3 branco peão · h3 branco peão · a2 branco torre · c2 branco rainha · f2 branco peão · a1 branco rei · f1 branco bispo | a8 preto torre · b7 preto torre · d7 preto rainha · e7 preto cavalo · f7 preto peão · g7 preto peão · h7 preto peão · a6 branco cavalo · b6 branco peão · c6 preto peão · f6 preto cavalo · h6 preto bispo · c5 branco peão · d5 preto peão · d4 branco peão · e4 preto peão · b3 branco torre · c3 branco bispo · e3 branco peão · g3 branco peão · h3 branco peão · a2 branco torre · c2 branco rainha · f2 branco peão · a1 branco rei · f1 branco bispo | a8 preto torre · b7 preto torre · d7 preto rainha · e7 preto cavalo · f7 preto peão · g7 preto peão · h7 preto peão · a6 branco cavalo · b6 branco peão · c6 preto peão · f6 preto cavalo · h6 preto bispo · c5 branco peão · d5 preto peão · d4 branco peão · e4 preto peão · b3 branco torre · c3 branco bispo · e3 branco peão · g3 branco peão · h3 branco peão · a2 branco torre · c2 branco rainha · f2 branco peão · a1 branco rei · f1 branco bispo | 8 |
| 7 | a8 preto torre · b7 preto torre · d7 preto rainha · e7 preto cavalo · f7 preto peão · g7 preto peão · h7 preto peão · a6 branco cavalo · b6 branco peão · c6 preto peão · f6 preto cavalo · h6 preto bispo · c5 branco peão · d5 preto peão · d4 branco peão · e4 preto peão · b3 branco torre · c3 branco bispo · e3 branco peão · g3 branco peão · h3 branco peão · a2 branco torre · c2 branco rainha · f2 branco peão · a1 branco rei · f1 branco bispo | a8 preto torre · b7 preto torre · d7 preto rainha · e7 preto cavalo · f7 preto peão · g7 preto peão · h7 preto peão · a6 branco cavalo · b6 branco peão · c6 preto peão · f6 preto cavalo · h6 preto bispo · c5 branco peão · d5 preto peão · d4 branco peão · e4 preto peão · b3 branco torre · c3 branco bispo · e3 branco peão · g3 branco peão · h3 branco peão · a2 branco torre · c2 branco rainha · f2 branco peão · a1 branco rei · f1 branco bispo | a8 preto torre · b7 preto torre · d7 preto rainha · e7 preto cavalo · f7 preto peão · g7 preto peão · h7 preto peão · a6 branco cavalo · b6 branco peão · c6 preto peão · f6 preto cavalo · h6 preto bispo · c5 branco peão · d5 preto peão · d4 branco peão · e4 preto peão · b3 branco torre · c3 branco bispo · e3 branco peão · g3 branco peão · h3 branco peão · a2 branco torre · c2 branco rainha · f2 branco peão · a1 branco rei · f1 branco bispo | a8 preto torre · b7 preto torre · d7 preto rainha · e7 preto cavalo · f7 preto peão · g7 preto peão · h7 preto peão · a6 branco cavalo · b6 branco peão · c6 preto peão · f6 preto cavalo · h6 preto bispo · c5 branco peão · d5 preto peão · d4 branco peão · e4 preto peão · b3 branco torre · c3 branco bispo · e3 branco peão · g3 branco peão · h3 branco peão · a2 branco torre · c2 branco rainha · f2 branco peão · a1 branco rei · f1 branco bispo | a8 preto torre · b7 preto torre · d7 preto rainha · e7 preto cavalo · f7 preto peão · g7 preto peão · h7 preto peão · a6 branco cavalo · b6 branco peão · c6 preto peão · f6 preto cavalo · h6 preto bispo · c5 branco peão · d5 preto peão · d4 branco peão · e4 preto peão · b3 branco torre · c3 branco bispo · e3 branco peão · g3 branco peão · h3 branco peão · a2 branco torre · c2 branco rainha · f2 branco peão · a1 branco rei · f1 branco bispo | a8 preto torre · b7 preto torre · d7 preto rainha · e7 preto cavalo · f7 preto peão · g7 preto peão · h7 preto peão · a6 branco cavalo · b6 branco peão · c6 preto peão · f6 preto cavalo · h6 preto bispo · c5 branco peão · d5 preto peão · d4 branco peão · e4 preto peão · b3 branco torre · c3 branco bispo · e3 branco peão · g3 branco peão · h3 branco peão · a2 branco torre · c2 branco rainha · f2 branco peão · a1 branco rei · f1 branco bispo | a8 preto torre · b7 preto torre · d7 preto rainha · e7 preto cavalo · f7 preto peão · g7 preto peão · h7 preto peão · a6 branco cavalo · b6 branco peão · c6 preto peão · f6 preto cavalo · h6 preto bispo · c5 branco peão · d5 preto peão · d4 branco peão · e4 preto peão · b3 branco torre · c3 branco bispo · e3 branco peão · g3 branco peão · h3 branco peão · a2 branco torre · c2 branco rainha · f2 branco peão · a1 branco rei · f1 branco bispo | a8 preto torre · b7 preto torre · d7 preto rainha · e7 preto cavalo · f7 preto peão · g7 preto peão · h7 preto peão · a6 branco cavalo · b6 branco peão · c6 preto peão · f6 preto cavalo · h6 preto bispo · c5 branco peão · d5 preto peão · d4 branco peão · e4 preto peão · b3 branco torre · c3 branco bispo · e3 branco peão · g3 branco peão · h3 branco peão · a2 branco torre · c2 branco rainha · f2 branco peão · a1 branco rei · f1 branco bispo | 7 |
| 6 | a8 preto torre · b7 preto torre · d7 preto rainha · e7 preto cavalo · f7 preto peão · g7 preto peão · h7 preto peão · a6 branco cavalo · b6 branco peão · c6 preto peão · f6 preto cavalo · h6 preto bispo · c5 branco peão · d5 preto peão · d4 branco peão · e4 preto peão · b3 branco torre · c3 branco bispo · e3 branco peão · g3 branco peão · h3 branco peão · a2 branco torre · c2 branco rainha · f2 branco peão · a1 branco rei · f1 branco bispo | a8 preto torre · b7 preto torre · d7 preto rainha · e7 preto cavalo · f7 preto peão · g7 preto peão · h7 preto peão · a6 branco cavalo · b6 branco peão · c6 preto peão · f6 preto cavalo · h6 preto bispo · c5 branco peão · d5 preto peão · d4 branco peão · e4 preto peão · b3 branco torre · c3 branco bispo · e3 branco peão · g3 branco peão · h3 branco peão · a2 branco torre · c2 branco rainha · f2 branco peão · a1 branco rei · f1 branco bispo | a8 preto torre · b7 preto torre · d7 preto rainha · e7 preto cavalo · f7 preto peão · g7 preto peão · h7 preto peão · a6 branco cavalo · b6 branco peão · c6 preto peão · f6 preto cavalo · h6 preto bispo · c5 branco peão · d5 preto peão · d4 branco peão · e4 preto peão · b3 branco torre · c3 branco bispo · e3 branco peão · g3 branco peão · h3 branco peão · a2 branco torre · c2 branco rainha · f2 branco peão · a1 branco rei · f1 branco bispo | a8 preto torre · b7 preto torre · d7 preto rainha · e7 preto cavalo · f7 preto peão · g7 preto peão · h7 preto peão · a6 branco cavalo · b6 branco peão · c6 preto peão · f6 preto cavalo · h6 preto bispo · c5 branco peão · d5 preto peão · d4 branco peão · e4 preto peão · b3 branco torre · c3 branco bispo · e3 branco peão · g3 branco peão · h3 branco peão · a2 branco torre · c2 branco rainha · f2 branco peão · a1 branco rei · f1 branco bispo | a8 preto torre · b7 preto torre · d7 preto rainha · e7 preto cavalo · f7 preto peão · g7 preto peão · h7 preto peão · a6 branco cavalo · b6 branco peão · c6 preto peão · f6 preto cavalo · h6 preto bispo · c5 branco peão · d5 preto peão · d4 branco peão · e4 preto peão · b3 branco torre · c3 branco bispo · e3 branco peão · g3 branco peão · h3 branco peão · a2 branco torre · c2 branco rainha · f2 branco peão · a1 branco rei · f1 branco bispo | a8 preto torre · b7 preto torre · d7 preto rainha · e7 preto cavalo · f7 preto peão · g7 preto peão · h7 preto peão · a6 branco cavalo · b6 branco peão · c6 preto peão · f6 preto cavalo · h6 preto bispo · c5 branco peão · d5 preto peão · d4 branco peão · e4 preto peão · b3 branco torre · c3 branco bispo · e3 branco peão · g3 branco peão · h3 branco peão · a2 branco torre · c2 branco rainha · f2 branco peão · a1 branco rei · f1 branco bispo | a8 preto torre · b7 preto torre · d7 preto rainha · e7 preto cavalo · f7 preto peão · g7 preto peão · h7 preto peão · a6 branco cavalo · b6 branco peão · c6 preto peão · f6 preto cavalo · h6 preto bispo · c5 branco peão · d5 preto peão · d4 branco peão · e4 preto peão · b3 branco torre · c3 branco bispo · e3 branco peão · g3 branco peão · h3 branco peão · a2 branco torre · c2 branco rainha · f2 branco peão · a1 branco rei · f1 branco bispo | a8 preto torre · b7 preto torre · d7 preto rainha · e7 preto cavalo · f7 preto peão · g7 preto peão · h7 preto peão · a6 branco cavalo · b6 branco peão · c6 preto peão · f6 preto cavalo · h6 preto bispo · c5 branco peão · d5 preto peão · d4 branco peão · e4 preto peão · b3 branco torre · c3 branco bispo · e3 branco peão · g3 branco peão · h3 branco peão · a2 branco torre · c2 branco rainha · f2 branco peão · a1 branco rei · f1 branco bispo | 6 |
| 5 | a8 preto torre · b7 preto torre · d7 preto rainha · e7 preto cavalo · f7 preto peão · g7 preto peão · h7 preto peão · a6 branco cavalo · b6 branco peão · c6 preto peão · f6 preto cavalo · h6 preto bispo · c5 branco peão · d5 preto peão · d4 branco peão · e4 preto peão · b3 branco torre · c3 branco bispo · e3 branco peão · g3 branco peão · h3 branco peão · a2 branco torre · c2 branco rainha · f2 branco peão · a1 branco rei · f1 branco bispo | a8 preto torre · b7 preto torre · d7 preto rainha · e7 preto cavalo · f7 preto peão · g7 preto peão · h7 preto peão · a6 branco cavalo · b6 branco peão · c6 preto peão · f6 preto cavalo · h6 preto bispo · c5 branco peão · d5 preto peão · d4 branco peão · e4 preto peão · b3 branco torre · c3 branco bispo · e3 branco peão · g3 branco peão · h3 branco peão · a2 branco torre · c2 branco rainha · f2 branco peão · a1 branco rei · f1 branco bispo | a8 preto torre · b7 preto torre · d7 preto rainha · e7 preto cavalo · f7 preto peão · g7 preto peão · h7 preto peão · a6 branco cavalo · b6 branco peão · c6 preto peão · f6 preto cavalo · h6 preto bispo · c5 branco peão · d5 preto peão · d4 branco peão · e4 preto peão · b3 branco torre · c3 branco bispo · e3 branco peão · g3 branco peão · h3 branco peão · a2 branco torre · c2 branco rainha · f2 branco peão · a1 branco rei · f1 branco bispo | a8 preto torre · b7 preto torre · d7 preto rainha · e7 preto cavalo · f7 preto peão · g7 preto peão · h7 preto peão · a6 branco cavalo · b6 branco peão · c6 preto peão · f6 preto cavalo · h6 preto bispo · c5 branco peão · d5 preto peão · d4 branco peão · e4 preto peão · b3 branco torre · c3 branco bispo · e3 branco peão · g3 branco peão · h3 branco peão · a2 branco torre · c2 branco rainha · f2 branco peão · a1 branco rei · f1 branco bispo | a8 preto torre · b7 preto torre · d7 preto rainha · e7 preto cavalo · f7 preto peão · g7 preto peão · h7 preto peão · a6 branco cavalo · b6 branco peão · c6 preto peão · f6 preto cavalo · h6 preto bispo · c5 branco peão · d5 preto peão · d4 branco peão · e4 preto peão · b3 branco torre · c3 branco bispo · e3 branco peão · g3 branco peão · h3 branco peão · a2 branco torre · c2 branco rainha · f2 branco peão · a1 branco rei · f1 branco bispo | a8 preto torre · b7 preto torre · d7 preto rainha · e7 preto cavalo · f7 preto peão · g7 preto peão · h7 preto peão · a6 branco cavalo · b6 branco peão · c6 preto peão · f6 preto cavalo · h6 preto bispo · c5 branco peão · d5 preto peão · d4 branco peão · e4 preto peão · b3 branco torre · c3 branco bispo · e3 branco peão · g3 branco peão · h3 branco peão · a2 branco torre · c2 branco rainha · f2 branco peão · a1 branco rei · f1 branco bispo | a8 preto torre · b7 preto torre · d7 preto rainha · e7 preto cavalo · f7 preto peão · g7 preto peão · h7 preto peão · a6 branco cavalo · b6 branco peão · c6 preto peão · f6 preto cavalo · h6 preto bispo · c5 branco peão · d5 preto peão · d4 branco peão · e4 preto peão · b3 branco torre · c3 branco bispo · e3 branco peão · g3 branco peão · h3 branco peão · a2 branco torre · c2 branco rainha · f2 branco peão · a1 branco rei · f1 branco bispo | a8 preto torre · b7 preto torre · d7 preto rainha · e7 preto cavalo · f7 preto peão · g7 preto peão · h7 preto peão · a6 branco cavalo · b6 branco peão · c6 preto peão · f6 preto cavalo · h6 preto bispo · c5 branco peão · d5 preto peão · d4 branco peão · e4 preto peão · b3 branco torre · c3 branco bispo · e3 branco peão · g3 branco peão · h3 branco peão · a2 branco torre · c2 branco rainha · f2 branco peão · a1 branco rei · f1 branco bispo | 5 |
| 4 | a8 preto torre · b7 preto torre · d7 preto rainha · e7 preto cavalo · f7 preto peão · g7 preto peão · h7 preto peão · a6 branco cavalo · b6 branco peão · c6 preto peão · f6 preto cavalo · h6 preto bispo · c5 branco peão · d5 preto peão · d4 branco peão · e4 preto peão · b3 branco torre · c3 branco bispo · e3 branco peão · g3 branco peão · h3 branco peão · a2 branco torre · c2 branco rainha · f2 branco peão · a1 branco rei · f1 branco bispo | a8 preto torre · b7 preto torre · d7 preto rainha · e7 preto cavalo · f7 preto peão · g7 preto peão · h7 preto peão · a6 branco cavalo · b6 branco peão · c6 preto peão · f6 preto cavalo · h6 preto bispo · c5 branco peão · d5 preto peão · d4 branco peão · e4 preto peão · b3 branco torre · c3 branco bispo · e3 branco peão · g3 branco peão · h3 branco peão · a2 branco torre · c2 branco rainha · f2 branco peão · a1 branco rei · f1 branco bispo | a8 preto torre · b7 preto torre · d7 preto rainha · e7 preto cavalo · f7 preto peão · g7 preto peão · h7 preto peão · a6 branco cavalo · b6 branco peão · c6 preto peão · f6 preto cavalo · h6 preto bispo · c5 branco peão · d5 preto peão · d4 branco peão · e4 preto peão · b3 branco torre · c3 branco bispo · e3 branco peão · g3 branco peão · h3 branco peão · a2 branco torre · c2 branco rainha · f2 branco peão · a1 branco rei · f1 branco bispo | a8 preto torre · b7 preto torre · d7 preto rainha · e7 preto cavalo · f7 preto peão · g7 preto peão · h7 preto peão · a6 branco cavalo · b6 branco peão · c6 preto peão · f6 preto cavalo · h6 preto bispo · c5 branco peão · d5 preto peão · d4 branco peão · e4 preto peão · b3 branco torre · c3 branco bispo · e3 branco peão · g3 branco peão · h3 branco peão · a2 branco torre · c2 branco rainha · f2 branco peão · a1 branco rei · f1 branco bispo | a8 preto torre · b7 preto torre · d7 preto rainha · e7 preto cavalo · f7 preto peão · g7 preto peão · h7 preto peão · a6 branco cavalo · b6 branco peão · c6 preto peão · f6 preto cavalo · h6 preto bispo · c5 branco peão · d5 preto peão · d4 branco peão · e4 preto peão · b3 branco torre · c3 branco bispo · e3 branco peão · g3 branco peão · h3 branco peão · a2 branco torre · c2 branco rainha · f2 branco peão · a1 branco rei · f1 branco bispo | a8 preto torre · b7 preto torre · d7 preto rainha · e7 preto cavalo · f7 preto peão · g7 preto peão · h7 preto peão · a6 branco cavalo · b6 branco peão · c6 preto peão · f6 preto cavalo · h6 preto bispo · c5 branco peão · d5 preto peão · d4 branco peão · e4 preto peão · b3 branco torre · c3 branco bispo · e3 branco peão · g3 branco peão · h3 branco peão · a2 branco torre · c2 branco rainha · f2 branco peão · a1 branco rei · f1 branco bispo | a8 preto torre · b7 preto torre · d7 preto rainha · e7 preto cavalo · f7 preto peão · g7 preto peão · h7 preto peão · a6 branco cavalo · b6 branco peão · c6 preto peão · f6 preto cavalo · h6 preto bispo · c5 branco peão · d5 preto peão · d4 branco peão · e4 preto peão · b3 branco torre · c3 branco bispo · e3 branco peão · g3 branco peão · h3 branco peão · a2 branco torre · c2 branco rainha · f2 branco peão · a1 branco rei · f1 branco bispo | a8 preto torre · b7 preto torre · d7 preto rainha · e7 preto cavalo · f7 preto peão · g7 preto peão · h7 preto peão · a6 branco cavalo · b6 branco peão · c6 preto peão · f6 preto cavalo · h6 preto bispo · c5 branco peão · d5 preto peão · d4 branco peão · e4 preto peão · b3 branco torre · c3 branco bispo · e3 branco peão · g3 branco peão · h3 branco peão · a2 branco torre · c2 branco rainha · f2 branco peão · a1 branco rei · f1 branco bispo | 4 |
| 3 | a8 preto torre · b7 preto torre · d7 preto rainha · e7 preto cavalo · f7 preto peão · g7 preto peão · h7 preto peão · a6 branco cavalo · b6 branco peão · c6 preto peão · f6 preto cavalo · h6 preto bispo · c5 branco peão · d5 preto peão · d4 branco peão · e4 preto peão · b3 branco torre · c3 branco bispo · e3 branco peão · g3 branco peão · h3 branco peão · a2 branco torre · c2 branco rainha · f2 branco peão · a1 branco rei · f1 branco bispo | a8 preto torre · b7 preto torre · d7 preto rainha · e7 preto cavalo · f7 preto peão · g7 preto peão · h7 preto peão · a6 branco cavalo · b6 branco peão · c6 preto peão · f6 preto cavalo · h6 preto bispo · c5 branco peão · d5 preto peão · d4 branco peão · e4 preto peão · b3 branco torre · c3 branco bispo · e3 branco peão · g3 branco peão · h3 branco peão · a2 branco torre · c2 branco rainha · f2 branco peão · a1 branco rei · f1 branco bispo | a8 preto torre · b7 preto torre · d7 preto rainha · e7 preto cavalo · f7 preto peão · g7 preto peão · h7 preto peão · a6 branco cavalo · b6 branco peão · c6 preto peão · f6 preto cavalo · h6 preto bispo · c5 branco peão · d5 preto peão · d4 branco peão · e4 preto peão · b3 branco torre · c3 branco bispo · e3 branco peão · g3 branco peão · h3 branco peão · a2 branco torre · c2 branco rainha · f2 branco peão · a1 branco rei · f1 branco bispo | a8 preto torre · b7 preto torre · d7 preto rainha · e7 preto cavalo · f7 preto peão · g7 preto peão · h7 preto peão · a6 branco cavalo · b6 branco peão · c6 preto peão · f6 preto cavalo · h6 preto bispo · c5 branco peão · d5 preto peão · d4 branco peão · e4 preto peão · b3 branco torre · c3 branco bispo · e3 branco peão · g3 branco peão · h3 branco peão · a2 branco torre · c2 branco rainha · f2 branco peão · a1 branco rei · f1 branco bispo | a8 preto torre · b7 preto torre · d7 preto rainha · e7 preto cavalo · f7 preto peão · g7 preto peão · h7 preto peão · a6 branco cavalo · b6 branco peão · c6 preto peão · f6 preto cavalo · h6 preto bispo · c5 branco peão · d5 preto peão · d4 branco peão · e4 preto peão · b3 branco torre · c3 branco bispo · e3 branco peão · g3 branco peão · h3 branco peão · a2 branco torre · c2 branco rainha · f2 branco peão · a1 branco rei · f1 branco bispo | a8 preto torre · b7 preto torre · d7 preto rainha · e7 preto cavalo · f7 preto peão · g7 preto peão · h7 preto peão · a6 branco cavalo · b6 branco peão · c6 preto peão · f6 preto cavalo · h6 preto bispo · c5 branco peão · d5 preto peão · d4 branco peão · e4 preto peão · b3 branco torre · c3 branco bispo · e3 branco peão · g3 branco peão · h3 branco peão · a2 branco torre · c2 branco rainha · f2 branco peão · a1 branco rei · f1 branco bispo | a8 preto torre · b7 preto torre · d7 preto rainha · e7 preto cavalo · f7 preto peão · g7 preto peão · h7 preto peão · a6 branco cavalo · b6 branco peão · c6 preto peão · f6 preto cavalo · h6 preto bispo · c5 branco peão · d5 preto peão · d4 branco peão · e4 preto peão · b3 branco torre · c3 branco bispo · e3 branco peão · g3 branco peão · h3 branco peão · a2 branco torre · c2 branco rainha · f2 branco peão · a1 branco rei · f1 branco bispo | a8 preto torre · b7 preto torre · d7 preto rainha · e7 preto cavalo · f7 preto peão · g7 preto peão · h7 preto peão · a6 branco cavalo · b6 branco peão · c6 preto peão · f6 preto cavalo · h6 preto bispo · c5 branco peão · d5 preto peão · d4 branco peão · e4 preto peão · b3 branco torre · c3 branco bispo · e3 branco peão · g3 branco peão · h3 branco peão · a2 branco torre · c2 branco rainha · f2 branco peão · a1 branco rei · f1 branco bispo | 3 |
| 2 | a8 preto torre · b7 preto torre · d7 preto rainha · e7 preto cavalo · f7 preto peão · g7 preto peão · h7 preto peão · a6 branco cavalo · b6 branco peão · c6 preto peão · f6 preto cavalo · h6 preto bispo · c5 branco peão · d5 preto peão · d4 branco peão · e4 preto peão · b3 branco torre · c3 branco bispo · e3 branco peão · g3 branco peão · h3 branco peão · a2 branco torre · c2 branco rainha · f2 branco peão · a1 branco rei · f1 branco bispo | a8 preto torre · b7 preto torre · d7 preto rainha · e7 preto cavalo · f7 preto peão · g7 preto peão · h7 preto peão · a6 branco cavalo · b6 branco peão · c6 preto peão · f6 preto cavalo · h6 preto bispo · c5 branco peão · d5 preto peão · d4 branco peão · e4 preto peão · b3 branco torre · c3 branco bispo · e3 branco peão · g3 branco peão · h3 branco peão · a2 branco torre · c2 branco rainha · f2 branco peão · a1 branco rei · f1 branco bispo | a8 preto torre · b7 preto torre · d7 preto rainha · e7 preto cavalo · f7 preto peão · g7 preto peão · h7 preto peão · a6 branco cavalo · b6 branco peão · c6 preto peão · f6 preto cavalo · h6 preto bispo · c5 branco peão · d5 preto peão · d4 branco peão · e4 preto peão · b3 branco torre · c3 branco bispo · e3 branco peão · g3 branco peão · h3 branco peão · a2 branco torre · c2 branco rainha · f2 branco peão · a1 branco rei · f1 branco bispo | a8 preto torre · b7 preto torre · d7 preto rainha · e7 preto cavalo · f7 preto peão · g7 preto peão · h7 preto peão · a6 branco cavalo · b6 branco peão · c6 preto peão · f6 preto cavalo · h6 preto bispo · c5 branco peão · d5 preto peão · d4 branco peão · e4 preto peão · b3 branco torre · c3 branco bispo · e3 branco peão · g3 branco peão · h3 branco peão · a2 branco torre · c2 branco rainha · f2 branco peão · a1 branco rei · f1 branco bispo | a8 preto torre · b7 preto torre · d7 preto rainha · e7 preto cavalo · f7 preto peão · g7 preto peão · h7 preto peão · a6 branco cavalo · b6 branco peão · c6 preto peão · f6 preto cavalo · h6 preto bispo · c5 branco peão · d5 preto peão · d4 branco peão · e4 preto peão · b3 branco torre · c3 branco bispo · e3 branco peão · g3 branco peão · h3 branco peão · a2 branco torre · c2 branco rainha · f2 branco peão · a1 branco rei · f1 branco bispo | a8 preto torre · b7 preto torre · d7 preto rainha · e7 preto cavalo · f7 preto peão · g7 preto peão · h7 preto peão · a6 branco cavalo · b6 branco peão · c6 preto peão · f6 preto cavalo · h6 preto bispo · c5 branco peão · d5 preto peão · d4 branco peão · e4 preto peão · b3 branco torre · c3 branco bispo · e3 branco peão · g3 branco peão · h3 branco peão · a2 branco torre · c2 branco rainha · f2 branco peão · a1 branco rei · f1 branco bispo | a8 preto torre · b7 preto torre · d7 preto rainha · e7 preto cavalo · f7 preto peão · g7 preto peão · h7 preto peão · a6 branco cavalo · b6 branco peão · c6 preto peão · f6 preto cavalo · h6 preto bispo · c5 branco peão · d5 preto peão · d4 branco peão · e4 preto peão · b3 branco torre · c3 branco bispo · e3 branco peão · g3 branco peão · h3 branco peão · a2 branco torre · c2 branco rainha · f2 branco peão · a1 branco rei · f1 branco bispo | a8 preto torre · b7 preto torre · d7 preto rainha · e7 preto cavalo · f7 preto peão · g7 preto peão · h7 preto peão · a6 branco cavalo · b6 branco peão · c6 preto peão · f6 preto cavalo · h6 preto bispo · c5 branco peão · d5 preto peão · d4 branco peão · e4 preto peão · b3 branco torre · c3 branco bispo · e3 branco peão · g3 branco peão · h3 branco peão · a2 branco torre · c2 branco rainha · f2 branco peão · a1 branco rei · f1 branco bispo | 2 |
| 1 | a8 preto torre · b7 preto torre · d7 preto rainha · e7 preto cavalo · f7 preto peão · g7 preto peão · h7 preto peão · a6 branco cavalo · b6 branco peão · c6 preto peão · f6 preto cavalo · h6 preto bispo · c5 branco peão · d5 preto peão · d4 branco peão · e4 preto peão · b3 branco torre · c3 branco bispo · e3 branco peão · g3 branco peão · h3 branco peão · a2 branco torre · c2 branco rainha · f2 branco peão · a1 branco rei · f1 branco bispo | a8 preto torre · b7 preto torre · d7 preto rainha · e7 preto cavalo · f7 preto peão · g7 preto peão · h7 preto peão · a6 branco cavalo · b6 branco peão · c6 preto peão · f6 preto cavalo · h6 preto bispo · c5 branco peão · d5 preto peão · d4 branco peão · e4 preto peão · b3 branco torre · c3 branco bispo · e3 branco peão · g3 branco peão · h3 branco peão · a2 branco torre · c2 branco rainha · f2 branco peão · a1 branco rei · f1 branco bispo | a8 preto torre · b7 preto torre · d7 preto rainha · e7 preto cavalo · f7 preto peão · g7 preto peão · h7 preto peão · a6 branco cavalo · b6 branco peão · c6 preto peão · f6 preto cavalo · h6 preto bispo · c5 branco peão · d5 preto peão · d4 branco peão · e4 preto peão · b3 branco torre · c3 branco bispo · e3 branco peão · g3 branco peão · h3 branco peão · a2 branco torre · c2 branco rainha · f2 branco peão · a1 branco rei · f1 branco bispo | a8 preto torre · b7 preto torre · d7 preto rainha · e7 preto cavalo · f7 preto peão · g7 preto peão · h7 preto peão · a6 branco cavalo · b6 branco peão · c6 preto peão · f6 preto cavalo · h6 preto bispo · c5 branco peão · d5 preto peão · d4 branco peão · e4 preto peão · b3 branco torre · c3 branco bispo · e3 branco peão · g3 branco peão · h3 branco peão · a2 branco torre · c2 branco rainha · f2 branco peão · a1 branco rei · f1 branco bispo | a8 preto torre · b7 preto torre · d7 preto rainha · e7 preto cavalo · f7 preto peão · g7 preto peão · h7 preto peão · a6 branco cavalo · b6 branco peão · c6 preto peão · f6 preto cavalo · h6 preto bispo · c5 branco peão · d5 preto peão · d4 branco peão · e4 preto peão · b3 branco torre · c3 branco bispo · e3 branco peão · g3 branco peão · h3 branco peão · a2 branco torre · c2 branco rainha · f2 branco peão · a1 branco rei · f1 branco bispo | a8 preto torre · b7 preto torre · d7 preto rainha · e7 preto cavalo · f7 preto peão · g7 preto peão · h7 preto peão · a6 branco cavalo · b6 branco peão · c6 preto peão · f6 preto cavalo · h6 preto bispo · c5 branco peão · d5 preto peão · d4 branco peão · e4 preto peão · b3 branco torre · c3 branco bispo · e3 branco peão · g3 branco peão · h3 branco peão · a2 branco torre · c2 branco rainha · f2 branco peão · a1 branco rei · f1 branco bispo | a8 preto torre · b7 preto torre · d7 preto rainha · e7 preto cavalo · f7 preto peão · g7 preto peão · h7 preto peão · a6 branco cavalo · b6 branco peão · c6 preto peão · f6 preto cavalo · h6 preto bispo · c5 branco peão · d5 preto peão · d4 branco peão · e4 preto peão · b3 branco torre · c3 branco bispo · e3 branco peão · g3 branco peão · h3 branco peão · a2 branco torre · c2 branco rainha · f2 branco peão · a1 branco rei · f1 branco bispo | a8 preto torre · b7 preto torre · d7 preto rainha · e7 preto cavalo · f7 preto peão · g7 preto peão · h7 preto peão · a6 branco cavalo · b6 branco peão · c6 preto peão · f6 preto cavalo · h6 preto bispo · c5 branco peão · d5 preto peão · d4 branco peão · e4 preto peão · b3 branco torre · c3 branco bispo · e3 branco peão · g3 branco peão · h3 branco peão · a2 branco torre · c2 branco rainha · f2 branco peão · a1 branco rei · f1 branco bispo | 1 |
|   | a | b | c | d | e | f | g | h |   |

Data - 16 de Novembro

Brancas - Garry Kasparov

Pretas - X3D Fritz
Notação do jogo
1. Cf3 Cf6 2. c4 e6 3. Cc3 d5 4. d4 c6 5. e3 a6 6. c5 Cbd7 7. b4 a5 8. b5 e5 9. Da4 Dc7 10. Ba3 e4 11. Cd2 Be7 12. b6 Dd8 13. h3 O-O 14. Cb3 Bd6 15. Tb1 Be7 16. Cxa5 Cb8 17. Bb4 Dd7 18. Tb2 De6 19. Dd1 Cfd7 20. a3 Dh6 21. Cb3 Bh4 22. Dd2 Cf6 23. Rd1 Be6 24. Rc1 Td8 25. Tc2 Cbd7 26. Rb2 Cf8 27. a4 Cg6 28. a5 Ce7 29. a6 bxa6 30. Ca5 Tdb8 31. g3 Bg5 32. Bg2 Dg6 33. Ra1 Rh8 34. Ca2 Bd7 35. Bc3 Ce8 36. Cb4 Rg8 37. Tb1 Bc8 38. Ta2 Bh6 39. Bf1 De6 40. Dd1 Cf6 41. Da4 Bb7 42. Cxb7 Txb7 43. Cxa6 Dd7 44. Dc2 Rh8 45. Tb3

1-0
Obs - As brancas podem forçar a entrada das torres na coluna a e promover o peão em b

## Jogo 4
|   | a | b | c | d | e | f | g | h |   |
| 8 | d8 branco rainha · g7 preto peão · h7 preto rei · h6 preto peão · a2 preto torre · f2 preto rainha · g2 branco peão · h2 branco peão · d1 branco torre · h1 branco rei | d8 branco rainha · g7 preto peão · h7 preto rei · h6 preto peão · a2 preto torre · f2 preto rainha · g2 branco peão · h2 branco peão · d1 branco torre · h1 branco rei | d8 branco rainha · g7 preto peão · h7 preto rei · h6 preto peão · a2 preto torre · f2 preto rainha · g2 branco peão · h2 branco peão · d1 branco torre · h1 branco rei | d8 branco rainha · g7 preto peão · h7 preto rei · h6 preto peão · a2 preto torre · f2 preto rainha · g2 branco peão · h2 branco peão · d1 branco torre · h1 branco rei | d8 branco rainha · g7 preto peão · h7 preto rei · h6 preto peão · a2 preto torre · f2 preto rainha · g2 branco peão · h2 branco peão · d1 branco torre · h1 branco rei | d8 branco rainha · g7 preto peão · h7 preto rei · h6 preto peão · a2 preto torre · f2 preto rainha · g2 branco peão · h2 branco peão · d1 branco torre · h1 branco rei | d8 branco rainha · g7 preto peão · h7 preto rei · h6 preto peão · a2 preto torre · f2 preto rainha · g2 branco peão · h2 branco peão · d1 branco torre · h1 branco rei | d8 branco rainha · g7 preto peão · h7 preto rei · h6 preto peão · a2 preto torre · f2 preto rainha · g2 branco peão · h2 branco peão · d1 branco torre · h1 branco rei | 8 |
| 7 | d8 branco rainha · g7 preto peão · h7 preto rei · h6 preto peão · a2 preto torre · f2 preto rainha · g2 branco peão · h2 branco peão · d1 branco torre · h1 branco rei | d8 branco rainha · g7 preto peão · h7 preto rei · h6 preto peão · a2 preto torre · f2 preto rainha · g2 branco peão · h2 branco peão · d1 branco torre · h1 branco rei | d8 branco rainha · g7 preto peão · h7 preto rei · h6 preto peão · a2 preto torre · f2 preto rainha · g2 branco peão · h2 branco peão · d1 branco torre · h1 branco rei | d8 branco rainha · g7 preto peão · h7 preto rei · h6 preto peão · a2 preto torre · f2 preto rainha · g2 branco peão · h2 branco peão · d1 branco torre · h1 branco rei | d8 branco rainha · g7 preto peão · h7 preto rei · h6 preto peão · a2 preto torre · f2 preto rainha · g2 branco peão · h2 branco peão · d1 branco torre · h1 branco rei | d8 branco rainha · g7 preto peão · h7 preto rei · h6 preto peão · a2 preto torre · f2 preto rainha · g2 branco peão · h2 branco peão · d1 branco torre · h1 branco rei | d8 branco rainha · g7 preto peão · h7 preto rei · h6 preto peão · a2 preto torre · f2 preto rainha · g2 branco peão · h2 branco peão · d1 branco torre · h1 branco rei | d8 branco rainha · g7 preto peão · h7 preto rei · h6 preto peão · a2 preto torre · f2 preto rainha · g2 branco peão · h2 branco peão · d1 branco torre · h1 branco rei | 7 |
| 6 | d8 branco rainha · g7 preto peão · h7 preto rei · h6 preto peão · a2 preto torre · f2 preto rainha · g2 branco peão · h2 branco peão · d1 branco torre · h1 branco rei | d8 branco rainha · g7 preto peão · h7 preto rei · h6 preto peão · a2 preto torre · f2 preto rainha · g2 branco peão · h2 branco peão · d1 branco torre · h1 branco rei | d8 branco rainha · g7 preto peão · h7 preto rei · h6 preto peão · a2 preto torre · f2 preto rainha · g2 branco peão · h2 branco peão · d1 branco torre · h1 branco rei | d8 branco rainha · g7 preto peão · h7 preto rei · h6 preto peão · a2 preto torre · f2 preto rainha · g2 branco peão · h2 branco peão · d1 branco torre · h1 branco rei | d8 branco rainha · g7 preto peão · h7 preto rei · h6 preto peão · a2 preto torre · f2 preto rainha · g2 branco peão · h2 branco peão · d1 branco torre · h1 branco rei | d8 branco rainha · g7 preto peão · h7 preto rei · h6 preto peão · a2 preto torre · f2 preto rainha · g2 branco peão · h2 branco peão · d1 branco torre · h1 branco rei | d8 branco rainha · g7 preto peão · h7 preto rei · h6 preto peão · a2 preto torre · f2 preto rainha · g2 branco peão · h2 branco peão · d1 branco torre · h1 branco rei | d8 branco rainha · g7 preto peão · h7 preto rei · h6 preto peão · a2 preto torre · f2 preto rainha · g2 branco peão · h2 branco peão · d1 branco torre · h1 branco rei | 6 |
| 5 | d8 branco rainha · g7 preto peão · h7 preto rei · h6 preto peão · a2 preto torre · f2 preto rainha · g2 branco peão · h2 branco peão · d1 branco torre · h1 branco rei | d8 branco rainha · g7 preto peão · h7 preto rei · h6 preto peão · a2 preto torre · f2 preto rainha · g2 branco peão · h2 branco peão · d1 branco torre · h1 branco rei | d8 branco rainha · g7 preto peão · h7 preto rei · h6 preto peão · a2 preto torre · f2 preto rainha · g2 branco peão · h2 branco peão · d1 branco torre · h1 branco rei | d8 branco rainha · g7 preto peão · h7 preto rei · h6 preto peão · a2 preto torre · f2 preto rainha · g2 branco peão · h2 branco peão · d1 branco torre · h1 branco rei | d8 branco rainha · g7 preto peão · h7 preto rei · h6 preto peão · a2 preto torre · f2 preto rainha · g2 branco peão · h2 branco peão · d1 branco torre · h1 branco rei | d8 branco rainha · g7 preto peão · h7 preto rei · h6 preto peão · a2 preto torre · f2 preto rainha · g2 branco peão · h2 branco peão · d1 branco torre · h1 branco rei | d8 branco rainha · g7 preto peão · h7 preto rei · h6 preto peão · a2 preto torre · f2 preto rainha · g2 branco peão · h2 branco peão · d1 branco torre · h1 branco rei | d8 branco rainha · g7 preto peão · h7 preto rei · h6 preto peão · a2 preto torre · f2 preto rainha · g2 branco peão · h2 branco peão · d1 branco torre · h1 branco rei | 5 |
| 4 | d8 branco rainha · g7 preto peão · h7 preto rei · h6 preto peão · a2 preto torre · f2 preto rainha · g2 branco peão · h2 branco peão · d1 branco torre · h1 branco rei | d8 branco rainha · g7 preto peão · h7 preto rei · h6 preto peão · a2 preto torre · f2 preto rainha · g2 branco peão · h2 branco peão · d1 branco torre · h1 branco rei | d8 branco rainha · g7 preto peão · h7 preto rei · h6 preto peão · a2 preto torre · f2 preto rainha · g2 branco peão · h2 branco peão · d1 branco torre · h1 branco rei | d8 branco rainha · g7 preto peão · h7 preto rei · h6 preto peão · a2 preto torre · f2 preto rainha · g2 branco peão · h2 branco peão · d1 branco torre · h1 branco rei | d8 branco rainha · g7 preto peão · h7 preto rei · h6 preto peão · a2 preto torre · f2 preto rainha · g2 branco peão · h2 branco peão · d1 branco torre · h1 branco rei | d8 branco rainha · g7 preto peão · h7 preto rei · h6 preto peão · a2 preto torre · f2 preto rainha · g2 branco peão · h2 branco peão · d1 branco torre · h1 branco rei | d8 branco rainha · g7 preto peão · h7 preto rei · h6 preto peão · a2 preto torre · f2 preto rainha · g2 branco peão · h2 branco peão · d1 branco torre · h1 branco rei | d8 branco rainha · g7 preto peão · h7 preto rei · h6 preto peão · a2 preto torre · f2 preto rainha · g2 branco peão · h2 branco peão · d1 branco torre · h1 branco rei | 4 |
| 3 | d8 branco rainha · g7 preto peão · h7 preto rei · h6 preto peão · a2 preto torre · f2 preto rainha · g2 branco peão · h2 branco peão · d1 branco torre · h1 branco rei | d8 branco rainha · g7 preto peão · h7 preto rei · h6 preto peão · a2 preto torre · f2 preto rainha · g2 branco peão · h2 branco peão · d1 branco torre · h1 branco rei | d8 branco rainha · g7 preto peão · h7 preto rei · h6 preto peão · a2 preto torre · f2 preto rainha · g2 branco peão · h2 branco peão · d1 branco torre · h1 branco rei | d8 branco rainha · g7 preto peão · h7 preto rei · h6 preto peão · a2 preto torre · f2 preto rainha · g2 branco peão · h2 branco peão · d1 branco torre · h1 branco rei | d8 branco rainha · g7 preto peão · h7 preto rei · h6 preto peão · a2 preto torre · f2 preto rainha · g2 branco peão · h2 branco peão · d1 branco torre · h1 branco rei | d8 branco rainha · g7 preto peão · h7 preto rei · h6 preto peão · a2 preto torre · f2 preto rainha · g2 branco peão · h2 branco peão · d1 branco torre · h1 branco rei | d8 branco rainha · g7 preto peão · h7 preto rei · h6 preto peão · a2 preto torre · f2 preto rainha · g2 branco peão · h2 branco peão · d1 branco torre · h1 branco rei | d8 branco rainha · g7 preto peão · h7 preto rei · h6 preto peão · a2 preto torre · f2 preto rainha · g2 branco peão · h2 branco peão · d1 branco torre · h1 branco rei | 3 |
| 2 | d8 branco rainha · g7 preto peão · h7 preto rei · h6 preto peão · a2 preto torre · f2 preto rainha · g2 branco peão · h2 branco peão · d1 branco torre · h1 branco rei | d8 branco rainha · g7 preto peão · h7 preto rei · h6 preto peão · a2 preto torre · f2 preto rainha · g2 branco peão · h2 branco peão · d1 branco torre · h1 branco rei | d8 branco rainha · g7 preto peão · h7 preto rei · h6 preto peão · a2 preto torre · f2 preto rainha · g2 branco peão · h2 branco peão · d1 branco torre · h1 branco rei | d8 branco rainha · g7 preto peão · h7 preto rei · h6 preto peão · a2 preto torre · f2 preto rainha · g2 branco peão · h2 branco peão · d1 branco torre · h1 branco rei | d8 branco rainha · g7 preto peão · h7 preto rei · h6 preto peão · a2 preto torre · f2 preto rainha · g2 branco peão · h2 branco peão · d1 branco torre · h1 branco rei | d8 branco rainha · g7 preto peão · h7 preto rei · h6 preto peão · a2 preto torre · f2 preto rainha · g2 branco peão · h2 branco peão · d1 branco torre · h1 branco rei | d8 branco rainha · g7 preto peão · h7 preto rei · h6 preto peão · a2 preto torre · f2 preto rainha · g2 branco peão · h2 branco peão · d1 branco torre · h1 branco rei | d8 branco rainha · g7 preto peão · h7 preto rei · h6 preto peão · a2 preto torre · f2 preto rainha · g2 branco peão · h2 branco peão · d1 branco torre · h1 branco rei | 2 |
| 1 | d8 branco rainha · g7 preto peão · h7 preto rei · h6 preto peão · a2 preto torre · f2 preto rainha · g2 branco peão · h2 branco peão · d1 branco torre · h1 branco rei | d8 branco rainha · g7 preto peão · h7 preto rei · h6 preto peão · a2 preto torre · f2 preto rainha · g2 branco peão · h2 branco peão · d1 branco torre · h1 branco rei | d8 branco rainha · g7 preto peão · h7 preto rei · h6 preto peão · a2 preto torre · f2 preto rainha · g2 branco peão · h2 branco peão · d1 branco torre · h1 branco rei | d8 branco rainha · g7 preto peão · h7 preto rei · h6 preto peão · a2 preto torre · f2 preto rainha · g2 branco peão · h2 branco peão · d1 branco torre · h1 branco rei | d8 branco rainha · g7 preto peão · h7 preto rei · h6 preto peão · a2 preto torre · f2 preto rainha · g2 branco peão · h2 branco peão · d1 branco torre · h1 branco rei | d8 branco rainha · g7 preto peão · h7 preto rei · h6 preto peão · a2 preto torre · f2 preto rainha · g2 branco peão · h2 branco peão · d1 branco torre · h1 branco rei | d8 branco rainha · g7 preto peão · h7 preto rei · h6 preto peão · a2 preto torre · f2 preto rainha · g2 branco peão · h2 branco peão · d1 branco torre · h1 branco rei | d8 branco rainha · g7 preto peão · h7 preto rei · h6 preto peão · a2 preto torre · f2 preto rainha · g2 branco peão · h2 branco peão · d1 branco torre · h1 branco rei | 1 |
|   | a | b | c | d | e | f | g | h |   |

Data - 18 de Novembro

Brancas - X3D Fritz

Pretas - Garry Kasparov
Notação do jogo
1. d4 d5 2. c4 dxc4 3. Cf3 e6 4. e3 a6 5. Bxc4 c5 6. O-O Cf6 7. Bb3 cxd4 8. exd4 Cc6 9. Cc3 Be7 10. Te1 O-O 11. Bf4 Ca5 12. d5 Cxb3 13. Dxb3 exd5 14. Tad1 Be6 15. Dxb7 Bd6 16. Bg5 Tb8 17. Dxa6 Txb2 18. Bxf6 Dxf6 19. Dxd6 Dxc3 20. Cd4 Txa2 21. Cxe6 fxe6 22. Dxe6+ Rh8 23. Tf1 Dc5 24. Dxd5 Tfxf2 25. Txf2 Dxf2+ 26. Th1 h6 27. Dd8+ Rh7

½-½